# 2505 Hebei
2505 Hebei (1975 UJ) là một tiểu hành tinh vành đai chính được phát hiện ngày 31 tháng 10 năm 1975 bởi Đài thiên văn Tử Kim Sơn ở Nanking.